# Olympische Sommerspiele 1920/Schwimmen – 1500 m Freistil (Männer)
Der Schwimmwettkampf über 1500 Meter Freistil der Männer bei den Olympischen Spielen 1920 in Antwerpen wurde vom 22. bis 25. August ausgetragen.

## Rekorde
Vor Beginn der Olympischen Spiele waren folgende Rekorde gültig:
| Weltrekord         | 22:00,0 min | George Hodgson | Stockholm, Schweden | 10. Juli 1912 |
| Olympischer Rekord | 22:00,0 min | George Hodgson | Stockholm, Schweden | 10. Juli 1912 |

Es wurden keine neuen Rekorde aufgestellt.

## Ergebnisse

### Vorläufe
Die zwei ersten Athleten eines jeden Laufs sowie der zeitschnellste Drittplatzierte aller Läufe qualifizierten sich für das Halbfinale.
Lauf 1
| Rang | Athlet             | Nation             | Zeit        | Anm. |
| ---- | ------------------ | ------------------ | ----------- | ---- |
| 1    | George Vernot      | Kanada             | 23:40,0 min | Q    |
| 2    | Eugene Bolden      | Vereinigte Staaten | 23:41,2 min | Q    |
| 3    | Arne Borg          | Schweden           | 23:54,4 min | q    |
| —    | René Ricolfi-Doria | Schweiz            | DNF         |      |
| —    | Henry Taylor       | Großbritannien     | DNF         |      |

Lauf 2
| Rang | Athlet              | Nation             | Zeit        | Anm. |
| ---- | ------------------- | ------------------ | ----------- | ---- |
| 1    | Ludy Langer         | Vereinigte Staaten | 24:28,8 min | Q    |
| 2    | Percy Peter         | Großbritannien     | 24:39,4 min | Q    |
| 3    | Cor Zegger          | Niederlande        | 24:58,0 min |      |
| 4    | Antonio Quarantotto | Italien            | unbekannt   |      |
| 5    | Alois Hrášek        | Tschechoslowakei   | unbekannt   |      |

Lauf 3
| Rang | Athlet         | Nation           | Zeit        | Anm. |
| ---- | -------------- | ---------------- | ----------- | ---- |
| 1    | Harold Annison | Großbritannien   | 24:28,2 min | Q    |
| 2    | George Hodgson | Kanada           | 24:36,6 min | Q    |
| 3    | Giglio Bisagno | Italien          | 25:18,0 min |      |
| 4    | Hans Drexler   | Schweiz          | unbekannt   |      |
| 5    | Emanuel Prüll  | Tschechoslowakei | unbekannt   |      |

Lauf 4
| Rang | Athlet           | Nation             | Zeit        | Anm. |
| ---- | ---------------- | ------------------ | ----------- | ---- |
| 1    | Norman Ross      | Vereinigte Staaten | 24:08,2 min | Q    |
| 2    | Paul De Backer   | Belgien            | 26:46,4 min | Q    |
| 3    | Frans Möller     | Schweden           | 27:42,0 min |      |
| 4    | Joaquín Cuadrada | Spanien            | unbekannt   |      |

Lauf 5
| Rang | Athlet            | Nation             | Zeit        | Anm. |
| ---- | ----------------- | ------------------ | ----------- | ---- |
| 1    | Frank Beaurepaire | Australien         | 22:55,0 min | Q    |
| 2    | Fred Kahele       | Vereinigte Staaten | 23:41,6 min | Q    |
| 3    | John Hatfield     | Großbritannien     | 23:56,6 min |      |
| —    | Albert Lavraie    | Frankreich         | DNF         |      |

### Halbfinale
Die ersten zwei Athleten eines jeden Laufs und der schnellste Dritte qualifizierten sich für das Finale.
Halbfinale 1
| Rang | Athlet         | Nation             | Zeit        | Anm. |
| ---- | -------------- | ------------------ | ----------- | ---- |
| 1    | Norman Ross    | Vereinigte Staaten | 23:12,0 min | Q    |
| 2    | Fred Kahele    | Vereinigte Staaten | 23:23,0 min | Q    |
| 3    | Eugene Bolden  | Vereinigte Staaten | 23:26,4 min | q    |
| 4    | Arne Borg      | Schweden           | unbekannt   |      |
| 5    | George Hodgson | Kanada             | unbekannt   |      |

Halbfinale 2
| Rang | Athlet            | Nation             | Zeit        | Anm. |
| ---- | ----------------- | ------------------ | ----------- | ---- |
| 1    | George Vernot     | Kanada             | 22:59,4 min | Q    |
| 2    | Frank Beaurepaire | Australien         | 23:02,2 min | Q    |
| 3    | Harold Annison    | Großbritannien     | 23:51,4 min |      |
| 4    | Ludy Langer       | Vereinigte Staaten | unbekannt   |      |
| 5    | Percy Peter       | Großbritannien     | unbekannt   |      |
| 6    | Paul De Backer    | Belgien            | unbekannt   |      |

### Finale
| Rang | Athlet            | Nation             | Zeit        |
| ---- | ----------------- | ------------------ | ----------- |
| 1    | Norman Ross       | Vereinigte Staaten | 22:23,2 min |
| 2    | George Vernot     | Kanada             | 22:36,4 min |
| 3    | Frank Beaurepaire | Australien         | 23:04,0 min |
| 4    | Fred Kahele       | Vereinigte Staaten | 23:59,1 min |
| 5    | Eugene Bolden     | Vereinigte Staaten | 24:04,3 min |